# Somjit Jongjohor
Somjit Jongjohor (em tailandês: สมจิตร จงจอหอ, 19 de janeiro de 1975) é um boxista tailandês campeão olímpico nos Jogos de Pequim, em 2008.
Participou de sua primeira Olimpíada em Atenas 2004, mas foi eliminado em sua segunda luta contra o cubano Yuriorkis Gamboa. Nos Jogos Olímpicos de 2008, realizados em Pequim, Jongjohor conseguiu vencer todas as suas lutas, a última delas contra o cubano Andry Laffita, conquistando a medalha de ouro.